# Ilja Seifert

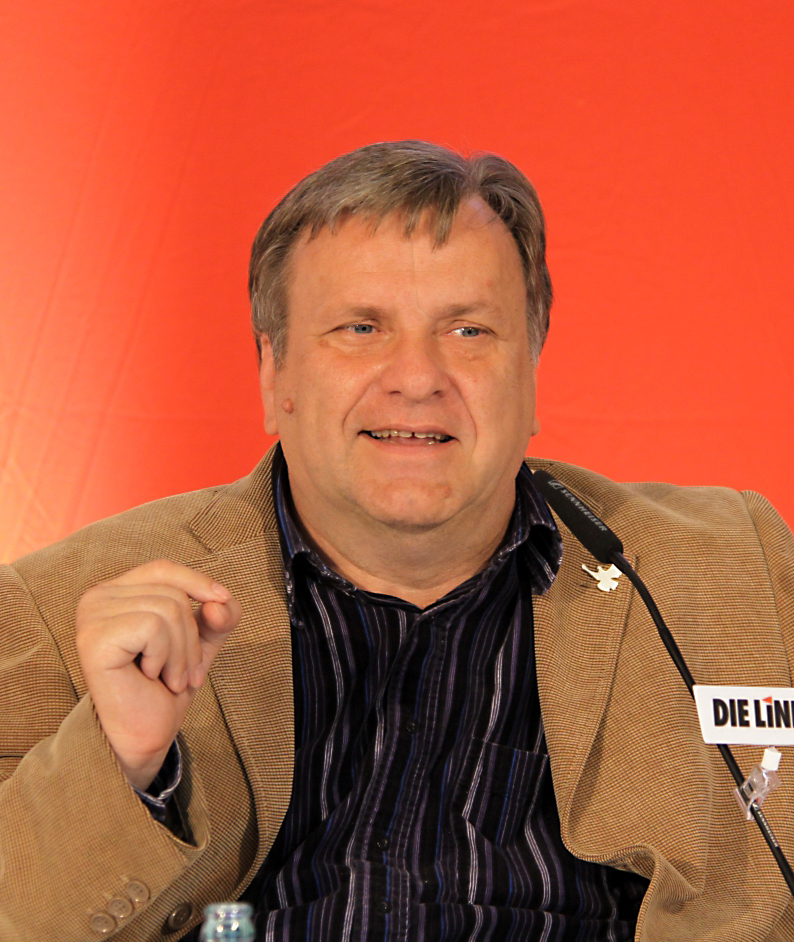
Ilja Seifert, 2009

Ilja Seifert (* 6. Mai 1951 in Berlin; † 10. September 2022) war ein deutscher Politiker (Die Linke).

## Leben und Beruf
Ilja Seifert war seit einem Badeunfall 1967 querschnittgelähmt. Nach dem Abitur 1970 an der Sonderschule für Körperbehinderte in Birkenwerder absolvierte er ein Studium der Germanistik an der Humboldt-Universität zu Berlin, welches er 1975 als Diplom-Germanist beendete. Anschließend war Seifert wissenschaftlicher Mitarbeiter am Zentralinstitut für Literaturgeschichte der Akademie der Wissenschaften der DDR. 1980 erfolgte hier seine Promotion zum Dr. phil. mit der Arbeit Vom Leben dreier Zeitschriften, Arbeiter-Literatur (1924), Die Neue Bücherschau (1919–1929), Die Linkskurve (1929–1932) – auf dem Wege zur Profilierung der journalistischen Front der KPD in den kulturpolitischen und ästhetischen Klassenkämpfen der Weimarer Republik. Danach war er von 1981 bis 1990 wissenschaftlicher Mitarbeiter am Haus für Kulturarbeit in Berlin.
Seifert war 1990 Gründungspräsident des Allgemeinen Behindertenverbandes in Deutschland Für Selbstbestimmung und Würde e. V. und war von 1999 bis Juli 2011 Vorsitzender des Berliner Behindertenverbandes (BBV). Ab 1995 war Seifert Partner des Sachverständigenbüros Barrierefreies Leben Seifert & Schröder in Berlin.
Darüber hinaus hat er mehrere Lyrikbände – zum Teil gemeinsam mit Christian Schröder – veröffentlicht.

## Mitarbeiter der Staatssicherheit
Von 1980 bis 1983 und von 1986 bis 1987 war er Stasi-Kontaktperson und Inoffizieller Mitarbeiter als IM Ilja und IM Robert.

## Partei

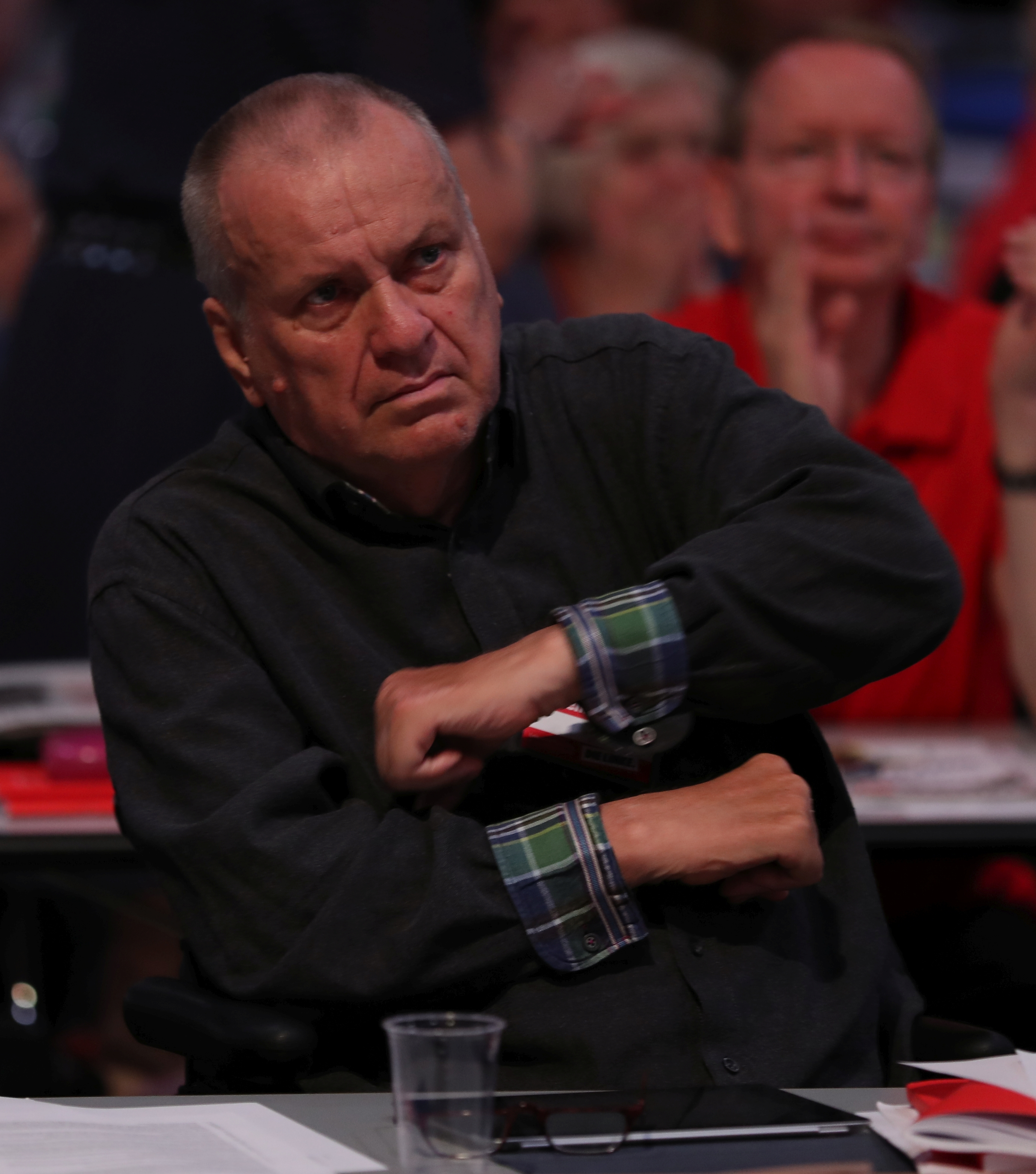
Seifert auf dem Bundesparteitag der Die Linke 2018 in Leipzig

Seifert wurde 1975 Mitglied der SED. Von 1990 bis 1992 und von 2002 bis 2004 gehörte er dem PDS-Parteivorstand an. Auf dem Magdeburger Parteitag wurde er am 29. Mai 2016 in den Vorstand der Partei Die Linke gewählt. Dem Parteivorstand gehörte Seifert bis wenige Wochen vor seinem Tod an.

## Abgeordneter
Von März bis Oktober 1990 gehörte Seifert der ersten frei gewählten Volkskammer der DDR an und zählte dann zu den 144 von der Volkskammer gewählten Abgeordneten, die am 3. Oktober 1990 Mitglieder des 11. Deutschen Bundestages wurden.
Nach der Bundestagswahl 1994 schied Seifert aus dem Bundestag aus. Bei der Bundestagswahl 1998 wurde er erneut gewählt. Nach dem Scheitern der PDS an der Fünf-Prozent-Hürde bei der Bundestagswahl 2002 schied Seifert wiederum aus dem Parlament aus. Von 2005 bis 2013 war er erneut Mitglied des Deutschen Bundestages, bei der Bundestagswahl 2013 reichte sein Listenplatz im Land Sachsen nicht für einen erneuten Einzug.
Ilja Seifert war bei der Bundestagswahl 1990 über die Landesliste Berlin und danach stets über die Landesliste Sachsen in den Bundestag eingezogen. Sein Wahlkreis war Löbau-Zittau – Görlitz – Niesky.

## Veröffentlichungen (Auswahl)
- Schonzeit gab es nicht. 1990, ISBN 3-89310-015-6.
- „Versorgt“ bis zur Unmündigkeit. (Ilja Seifert, Lothar Sandfort und Waltraud Jähnichen), 1991, ISBN 3-928556-01-0.
- Also: Lasst mich irren. Karin Fischer Verlag, Aachen 2006, ISBN 978-3-89514-599-5.
- Also: Lasst mich irren. Lyrik. Neue, erweiterte Ausgabe. Karin Fischer Verlag, Aachen 2010, ISBN 978-3-8422-3918-0.
- … und auch die Erotik. Gedichte. Karin Fischer Verlag / deutscher lyrik verlag, Aachen 2013, ISBN 978-3-8422-4161-9.

## Ehrungen
- 2010: Elke-Bartz-Preis des ForseA für seine Verdienste um die Selbstbestimmung behinderter Menschen[8]